# Mathias Lauridsen
Mathias Lauridsen (Copenaghen, 13 gennaio 1984) è un supermodello danese.

## Carriera
Mathias Lauridesn comincia la propria carriera nel 2003 ottenendo un contratto con l'agenzia di moda parigina Ford Models.
Ha sfilato per Hermès, Belstaff, Jill Stuart Valentino e John Galliano, è apparso sulle copertine di L'Uomo Vogue, Vogue Paris, Numéro Homme, GQ e Details ed è stato il testimonial di Jil Sander, Gucci, Hugo Boss e Lacoste.

## Agenzie
- Avenue Modeller - Göteborg
- Ford Models - Parigi
- New York Model Management
- Scoop Models Copenhagen